# Gabrielle Beaumont
Gabrielle Beaumont (* 7. Juli 1942 in London; † 8. Oktober 2022 in Fornalutx, Mallorca) war eine britische Film- und Fernsehregisseurin, Filmproduzentin und Drehbuchautorin.

## Leben
Gabrielle Beaumont führte bei zahlreichen US-amerikanischen Fernsehserien Regie. Auch übernahm sie eigenständige Film- und TV-Produktionen, so unter anderem 1998 Diana – Königin der Herzen, ein Film, der die Beziehung von Lady Diana mit Dodi Fayed beleuchtet, und ihren Unfalltod im August 1997. Bei diesem Film führte Beaumont nicht nur Regie, sondern schrieb auch das Drehbuch. Außerdem führte sie 1996 Regie über den Fantasyfilm Beastmaster – Das Auge des Braxus.
Gabrielle Beaumont starb am 8. Oktober 2022 im Alter von 80 Jahren auf Mallorca.

## Fernsehepisoden (Regie)
- 1981: Die Waltons (The Waltons)
- 1981: MASH (M*A*S*H)
- 1981: Unter der Sonne Kaliforniens (Knots Landing, 2 Folgen)
- 1981–1982: Der Denver-Clan (Dynasty, 4 Folgen)
- 1982: Ein Duke kommt selten allein (The Dukes of Hazzard)
- 1982–1983: Hart aber herzlich (Hart to Hart, 5 Folgen)
- 1983–1986: Polizeirevier Hill Street (Hill Street Blues, 7 Folgen)
- 1985–1986: Remington Steele (3 Folgen)
- 1986: Das Imperium – Die Colbys (Dynasty II – The Colbys, 2 Folgen)
- 1987: Miami Vice (2 Folgen)
- 1989–1994: Raumschiff Enterprise: Das nächste Jahrhundert (Star Trek: The Next Generation, 7 Folgen)
- 1993: Law & Order (1 Folge)
- 1993: SeaQuest DSV (1 Folge)
- 1994–1998: Beverly Hills, 90210 (2 Folgen)
- 1996: Dr. Quinn – Ärztin aus Leidenschaft (Dr. Quinn, Medicine Woman, 2 Folgen)
- 1997: Star Trek: Deep Space Nine (1 Folge)
- 1997: Eine himmlische Familie (7th Heaven, 3 Folgen)
- 1998: Melrose Place (1 Folge)
- 2000: Baywatch – Die Rettungsschwimmer von Malibu (Baywatch, 2 Folgen)
- 2000: Star Trek: Raumschiff Voyager (Star Trek: Voyager, 1 Folge)